# Café Tomaselli
Café Tomaselli på Alter Markt 7 i Salzburg, er den ældste café i Østrig, der stadig fungerer som sådan. Dens historie går tilbage til år 1700, og er siden den 12. Marts 1852 i familien Tomasellis eje. Bygningen er i dag under denkmalschutz med objekt-ID nummer 35546.